# Émile Beaussier
Émile Beaussier (Avignone, 31 dicembre 1874 – Lione, 18 ottobre 1943) è stato un pittore francese.
Si distinse particolarmente nelle marine e nei paesaggi in pieno sole.

## Biografia

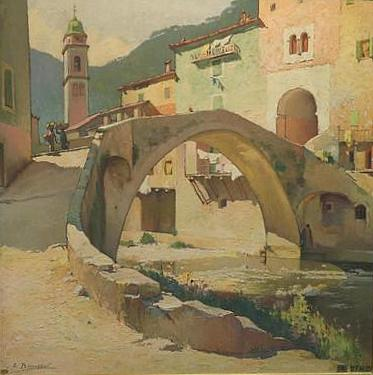
Il Ponte vecchio

Émile-Marius Beaussier nacque ad Avignone, capoluogo del dipartimento di Vaucluse, nella regione Provenza. Studiò arte all' École nationale supérieure des beaux-arts di Lione dal 1889 al 1894, quindi si trasferì a Parigi per frequentare l'Académie Julian, dove fu allievo di Jean-Paul Laurens.

Nel 1896 Braussier sposò a Lione Julie-Marie Wuiot, e il matrimonio durò 21 anni. La coppia infatti divorziò, senza aver avuto figli, nel luglio del 1917.
Beaussier fu professore di disegno a Lione nel "petit collège" dal novembre 1906 al febbraio 1922; fece parte della "Société Lyonnaise des Beaux-arts", di cui ricoprì la carica di presidente per due anni (1937-1939); e infine fu eletto membro della "Société des artistes français". Espose numerosi lavori al Salon di Lione dal 1892 e al Salon di Parigi a partire dal 1925. I suoi soggetti preferiti furono i villaggi assolati lungo la riva del mare, tipici del sud della Francia, dell'Italia e della Spagna. Fu anche autore di manifesti, di disegni, di acquarelli e di ritratti.
Émile Beaussier, pittore viaggiatore, lascia una produzione notevole di opere eseguite in vari paesi che si affacciano sul Mediterraneo. Come il suo collega Félix Ziem, Émile Beaussier dipinse spesso a Martigues, dove il piccolo porto di pescatori soprannominato "la Venezia provenzale" gli ispirò numerose tele.

Émile Beaussier morì a Lione a sessantanove anni, nel 1943.
Jean-José Frappa, letterato e studioso, scrisse di lui:

## Opere

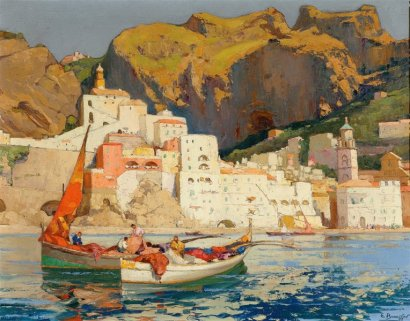
Il porto di Amalfi

### Nelle collezioni pubbliche
- Camogli, près de Gênes - Le Balcon rouge, Museo di belle arti di Lione
- Le Car de Montélimar, città di Lione

### Nelle collezioni private
- Le Patio Lindaraxa, Alhambra, Grenade
- Une rue à Barbasterro, Aragon
- Intérieur de l'église des Baux-de-Provence
- Hôtel-Dieu à Lyon
- Cour fleurie à Sitges, en 1907
- Le Vieux Pont de Sospel
- Le Pont Alcantara à Tolède
- Vaison-la-Romaine
- Villefranche-sur-Mer
- Nature morte aux œillets

## Mostre

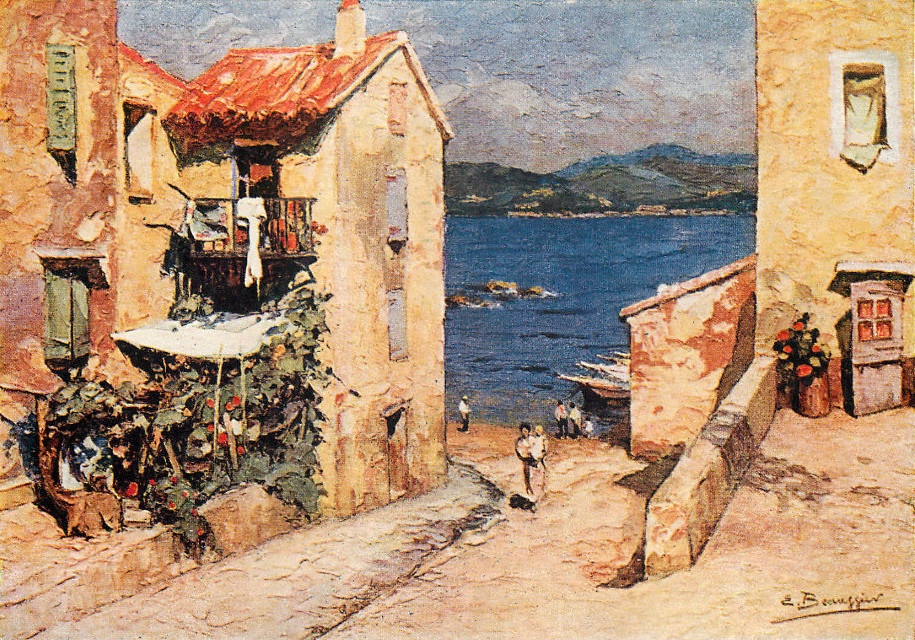
Petit port a S. Tropez

- 1908 - Corrida de Muerte, Salon de la Société lyonnaise des beaux-arts (n.44 del catalogo)
- 1909 - L'église des Baux, Salon de la Société lyonnaise des beaux-arts
- 1910 - La Venise Provençale, Salon de la Société lyonnaise des beaux-arts
- 1913 - Portrait du compositeur Antoine Mariotte - Le Patio bleu en Andalousie, Salon de la Société lyonnaise des beaux-arts (n.44 e 45)
- 1914 - San Vigilio (lac de Garde), Salon de la Société lyonnaise des beaux-arts (n.33)
- 1923 - Le balcon rouge, Salon de la Société lyonnaise des beaux-arts (n.40 )
- 1926 - Valréas, Salon de la Société lyonnaise des beaux-arts (n.34 )
- 1927 - Le Beau Voyage, Salon de la Société lyonnaise des beaux-arts (n.29)
- 1928 - O sole mio - Rive Napolitaine - Fontaine à Vinsobres, Salon de la Société lyonnaise des beaux-arts (n.37, 38 e 40)
- 1929 - Rive Ligure - Amalfi, Salon de la Société lyonnaise des beaux-arts (n.36 e 37)
- 1931 - Martigues, Catalogne, Salon de la Société lyonnaise des beaux-arts (n.34 e 35)
- 1933 - Amalfi près de Naples, Salon de la Société lyonnaise des beaux-arts  (n.24)
- 1935 - Cadaques petit port espagnol, Salon de la Société lyonnaise des beaux-arts
- 1935 - Ponte-Vecchio, Salon des artistes français a Parigi
- 1936 - Le Pont-Vieux du village de l'Escarène, Salon de la Société des arts du Forez
- 1937 - Positano, Villefranche-sur-Mer, Saint-Tropez et Toulon, Salon de la Société lyonnaise des beaux-arts  (n.24, 25, 26 e 27)
- 1938 - Amalfi - Saint-Tropez : Petit Port - Matin calme - Contre-jour, Salon de la Société lyonnaise des beaux-arts  (n.13, 14, 15 e 16)
- 1939 - Mornas - Visan - Le Car de Montélimar - Vaison-la-Romaine - Saint-Tropez, Salon de la Société lyonnaise des beaux-arts (n.16, 17, 18, 19, 20)

## Galeria d'immagini

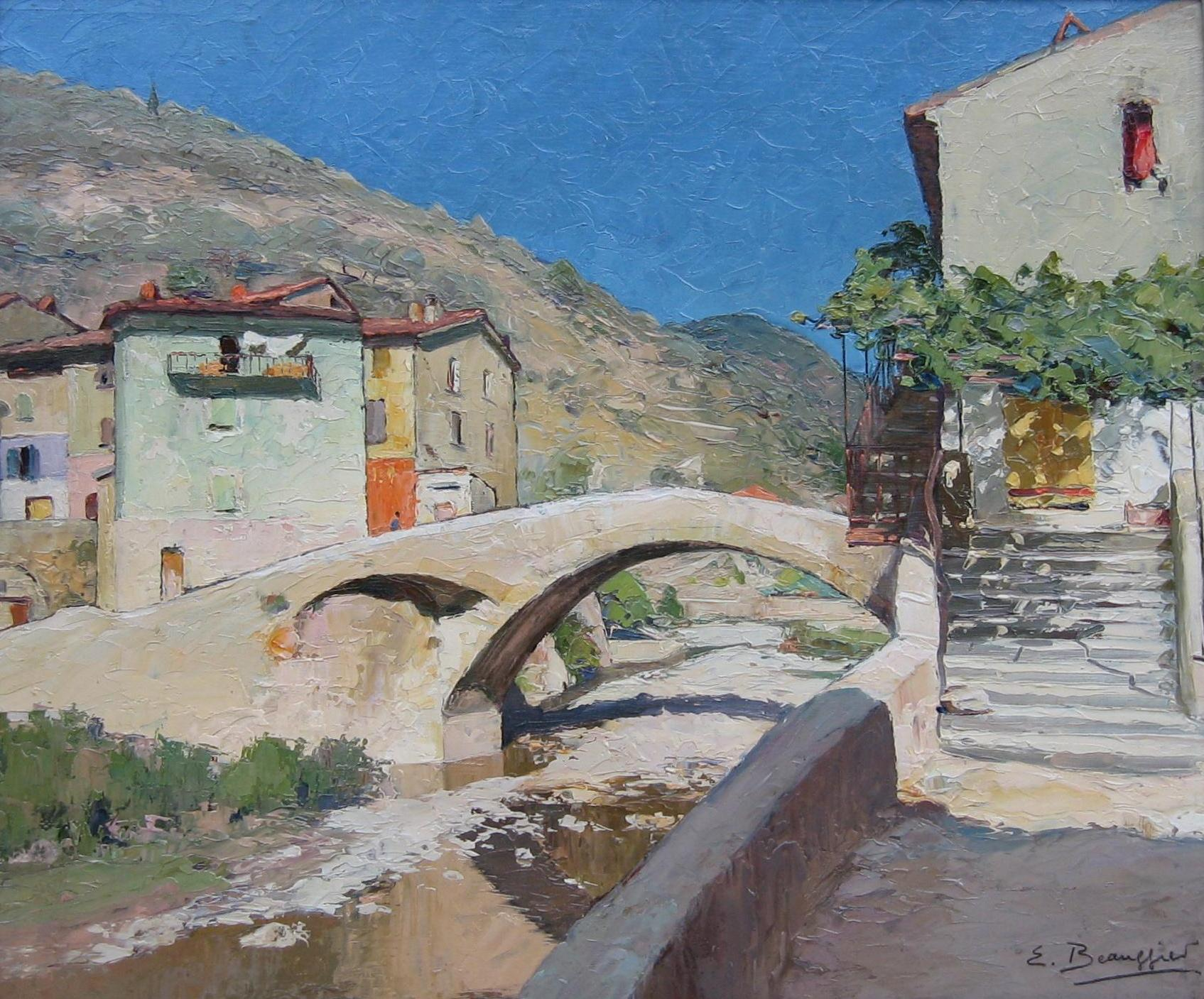
Il torrente Paillon
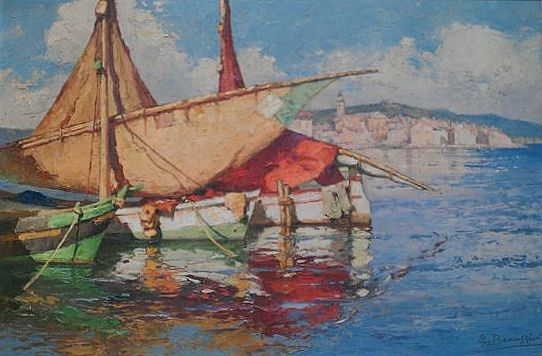
Barche da pesca a Martigues, 1939
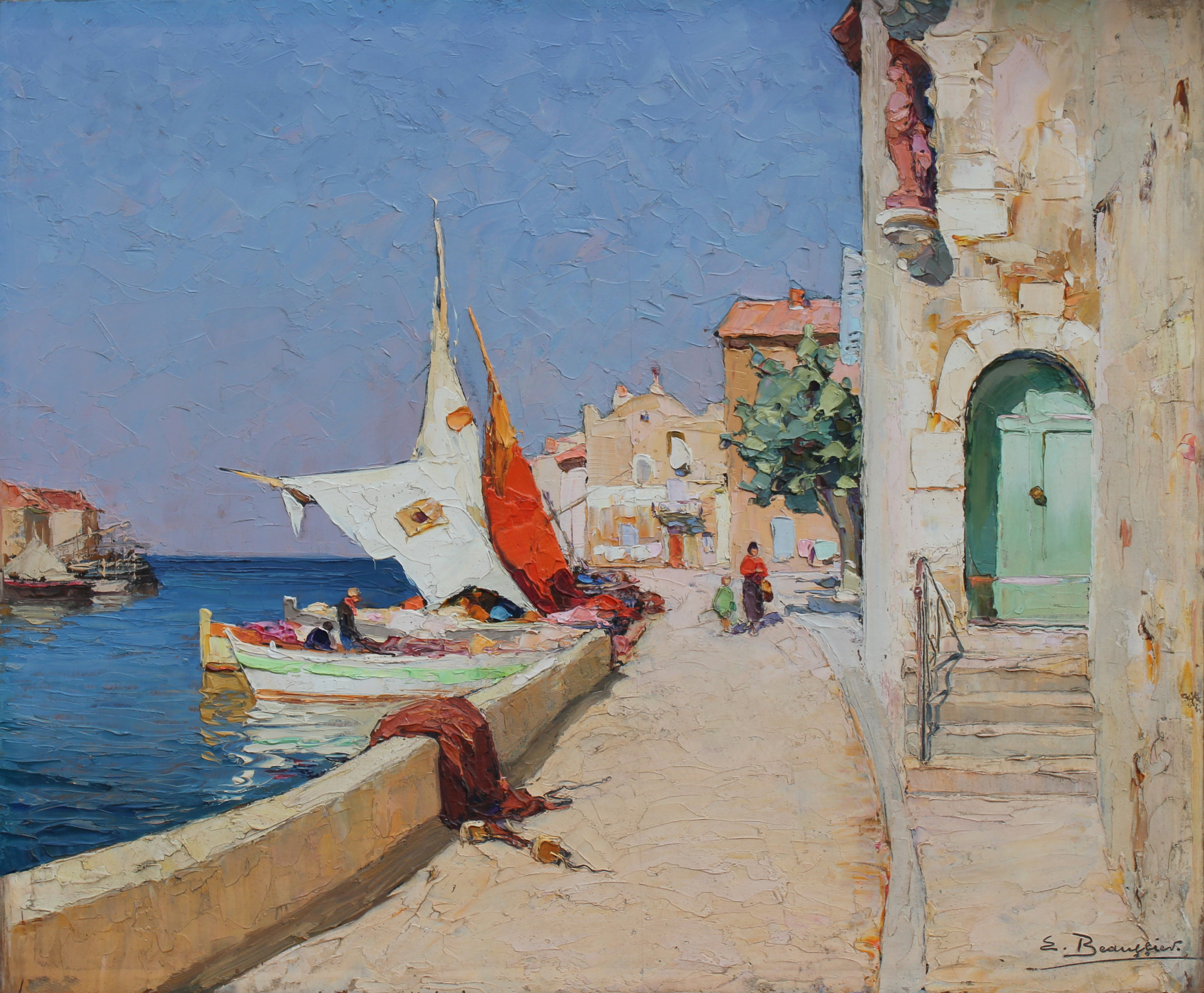
La banchina Marceau, porto di Martigues
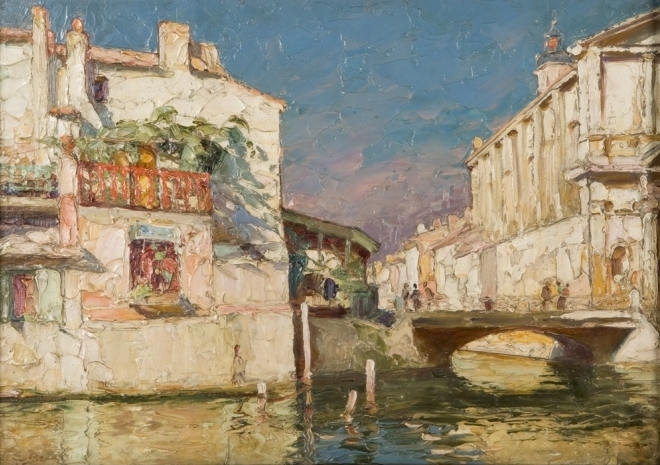
Veduta di Martigues dalla banchina Brescon
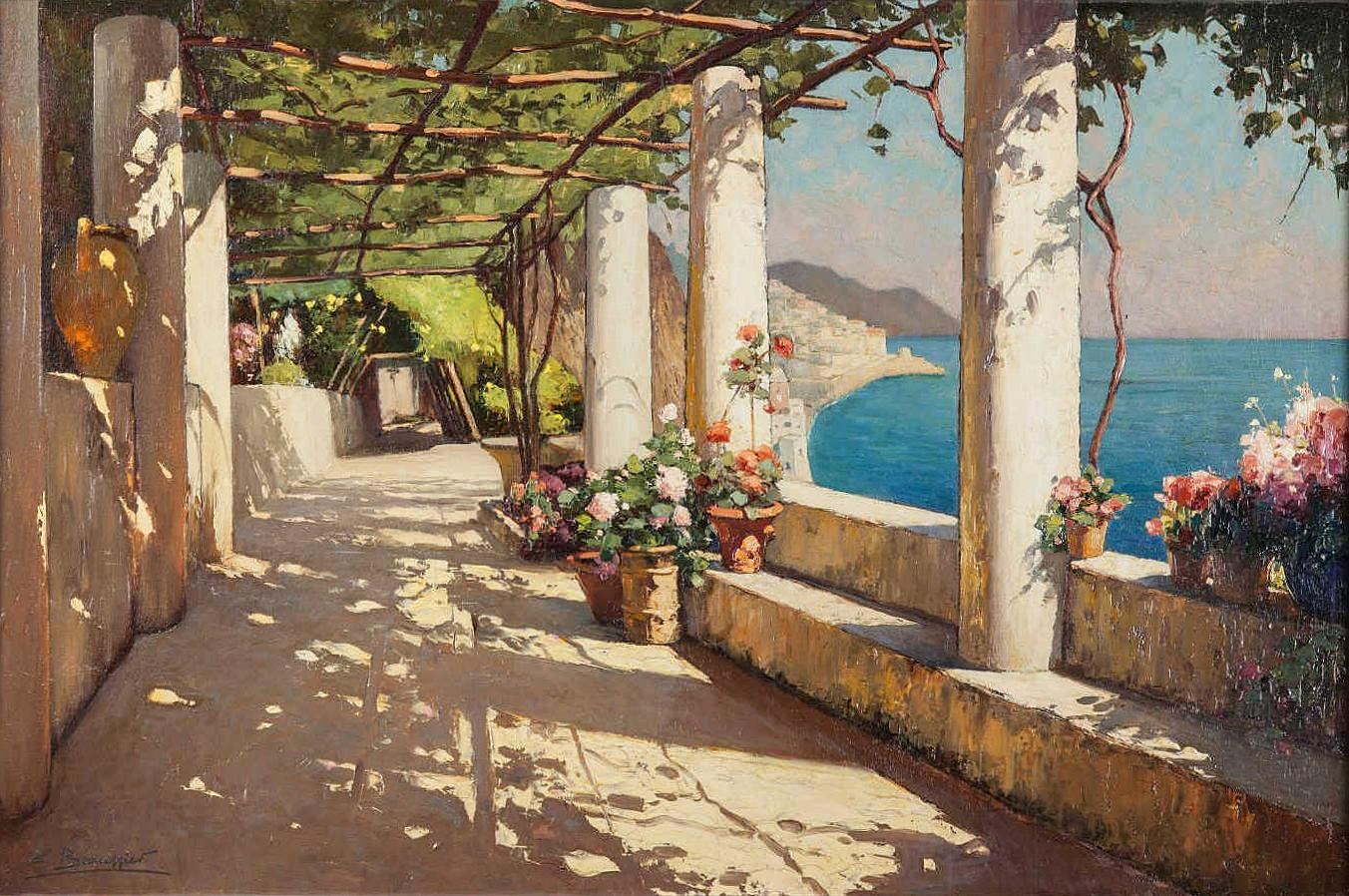
Pergola ad Amalfi, 1927
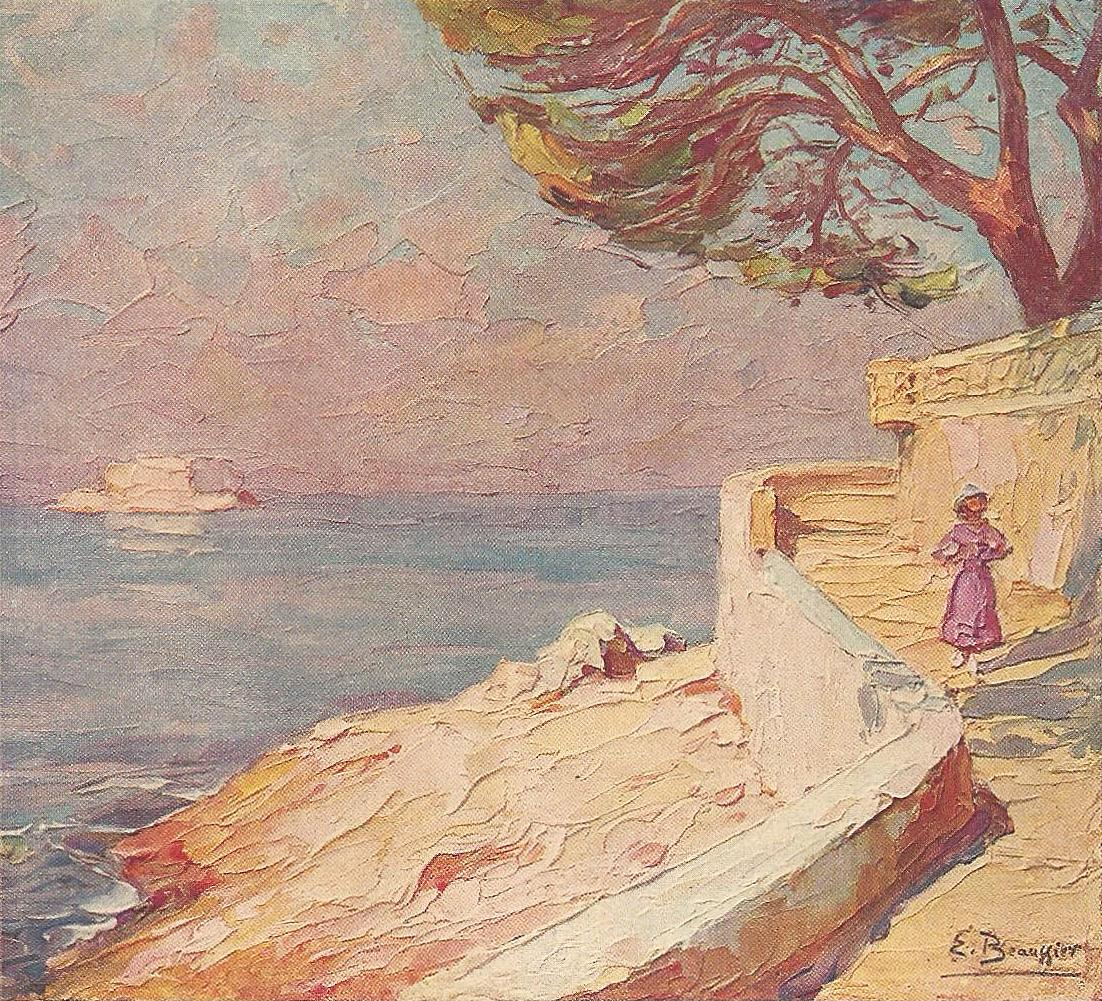
Cornice d'Endoume a Marsiglia
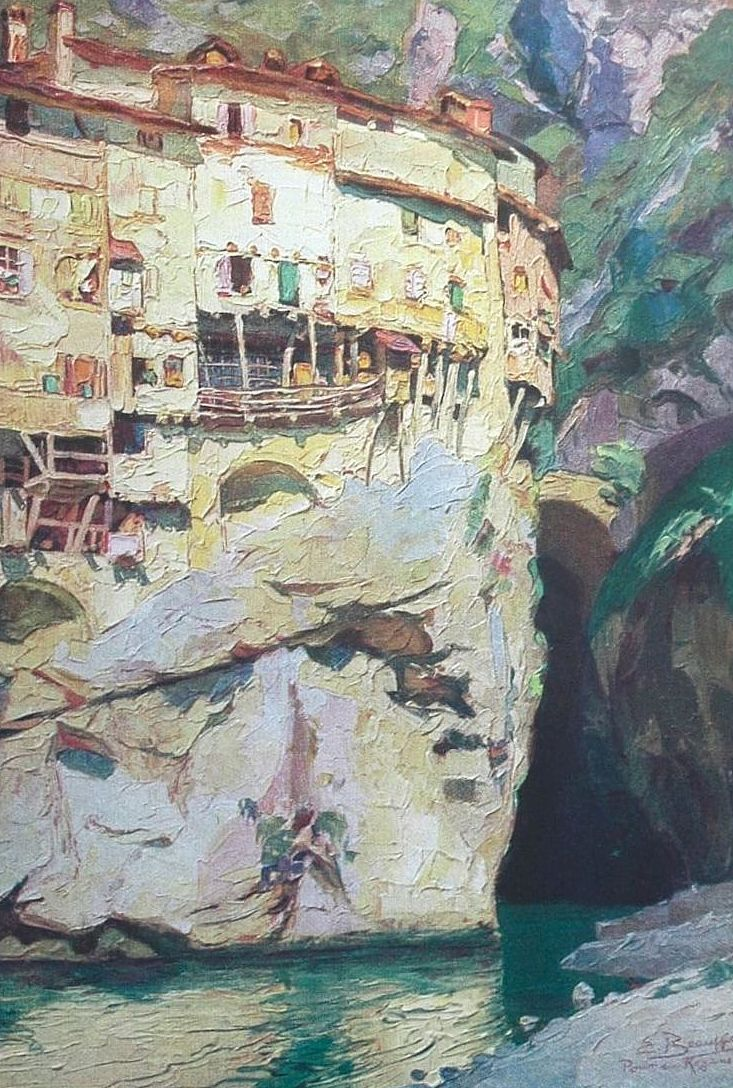
Pont-en-Royans
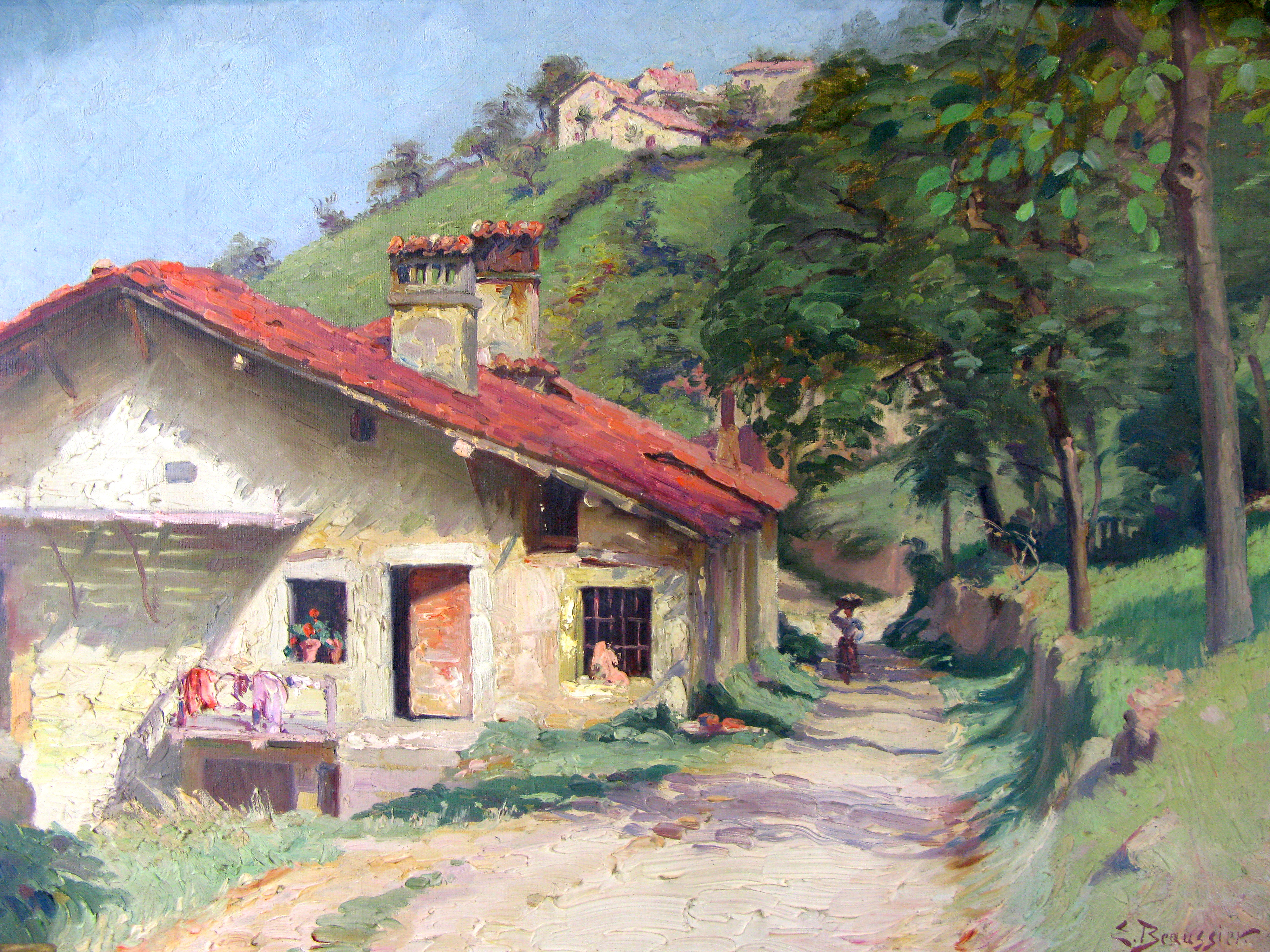
Villaggio di montagna

Spagna e Italia

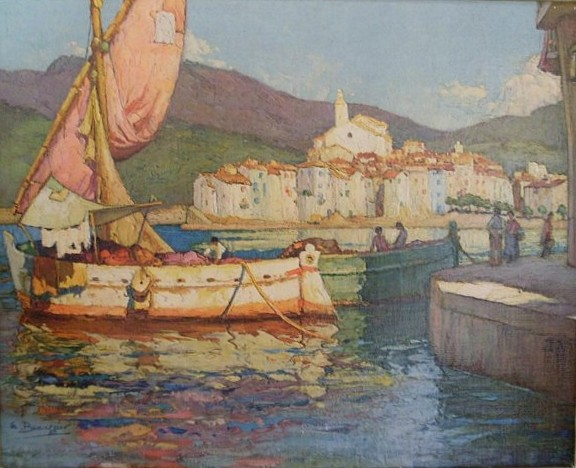
Il porto di Cadaques
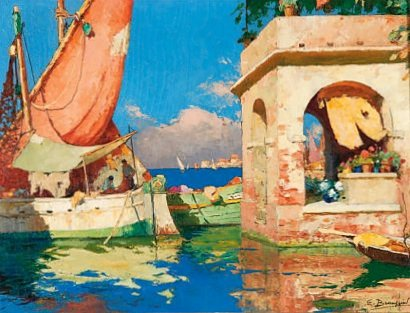
Barche da pesca a Camogli
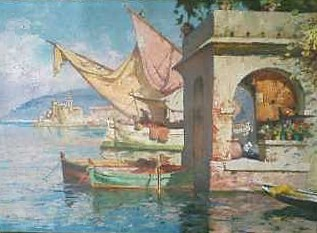
Camogli, pescherecci nel porto
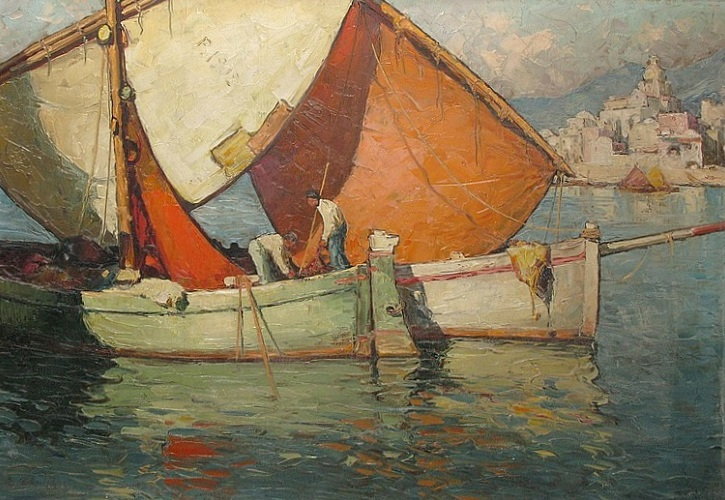
Barche da pesca a Positano